# Plikt- och prövningsverket
Totalförsvarets plikt- och prövningsverk (Pliktverket) är en svensk statlig förvaltningsmyndighet, som sorterar under Försvarsdepartementet och ansvarar för att myndigheter och andra som har bemanningsansvar inom totalförsvaret får stöd och service i frågor som avser bemanning med totalförsvarspliktiga som skrivs in för värnplikt, civilplikt eller allmän tjänsteplikt.

## Historik

Pliktverket bildades den 1 juli 1995 och var en civil myndighet. Den övertog då ansvarsområden som tidigare hörde till bland annat Värnpliktsverket och Vapenfristyrelsen och samtidigt upphörde dessa myndigheters verksamhet. Pliktverket tog också över vissa uppgifter från Räddningsverket, Arbetsmarknadsstyrelsen, Socialstyrelsen och länsstyrelserna. Pliktverket ansvarade för att mönstra och bemanna befattningar i Försvarsmaktens krigsorganisation och senare insatsorganisation under den period som Sverige hade värnplikt. 
Den 1 januari 2011 bytte Pliktverket namn, med anledning av den vilande värnplikten, till Rekryteringsmyndigheten.  Namnet Pliktverket lever kvar i datasystemet PLIS (Pliktverkets Informationssystem) som fortgående används för att administrera personal som krigsplaceras i det svenska försvaret. Genom försvarsbeslutet 2020 namnändras myndigheten den 1 februari 2021 till Totalförsvarets plikt- och prövningsverk.
I januari 2019 flyttade myndighetens huvudkontor i Karlstad från kontorsbyggnaden Karolinen till den nya förvaltningsbyggnaden Fanfaren. Den 25 april 2019 invigde Rekryteringsmyndigheten sina nya lokaler i Fanfaren. Vid sidan om sitt huvudkontor i Karlstad har myndigheten prövningskontor i Malmö, Göteborg och Stockholm. Tidigare hade myndigheten även kontor i Boden (avvecklat 1999), Östersund (avvecklat 2006), Göteborg (återinförd 2022) och Kristianstad (avvecklat 2017). Tidigare motsvarigheter har varit Värnpliktsverket, Pliktverket och Rekryteringsmyndigheten. Den 1 februari 2021 bytte myndigheten namn till Plikt- och prövningsverket.

## Verksamhet
Plikt- och prövningsverket bemannar Försvarsmaktens krigsorganisation. En del av det arbetet är att informera, kalla, mönstra och skriva in till grundutbildning med värnplikt. Tillsammans med Försvarsmakten bemannar de också krigsorganisationen med värnpliktig och anställd personal. Plikt- och prövningsverket ansvarar även för hela antagningsprocessen till polisutbildningen för Polismyndigheten, liksom prövningen till Officersprogrammet för Försvarshögskolan. Åt andra myndigheter genomför de undersökningar, bedömningar och urval för yrken och utbildningar med särskilda krav som handlar om trygghet och säkerhet i det svenska samhället exempelvis Tullverket och Kustbevakningen. Plikt- och prövningsverkets uppgift är att på uppdrag av myndigheter och andra som har bemanningsansvar inom totalförsvaret att registerhålla deras krigsplacerade personal. Detta stöd till bemanningsansvariga är centralt för att Sverige som helhet ska ha ett fungerande totalförsvar. Plikt- och prövningsverket ansvarar även för, och ger service i frågor avseende bemanning av personal till bland andra Försvarsmakten.

## Organisation
Myndighetens huvudkontor ligger i fastighetskomplexet Fanfaren i Karlstad. Mönstring och prövning, bestående av medicinska, fysiologiska och psykologiska undersökningar och bedömningar sker på prövningskontoren i Stockholm, Göteborg och Malmö.

## Generaldirektörer och chefer
- 1995–2001: Jan Tånneryd
- 2001–2007: Björn Körlof
- 2008–2015: Birgitta Åhgren
- 2015–2025: Christina Malm
- 2025–: Peter Göthe (tillträdde 1 februari 2025)[7]

## Plikt- och prövningsverkets uppgifter i krig
Plikt- och prövningsverket har flera viktiga uppgifter under krig eller vid höjd beredskap. Myndigheten ansvarar bland annat om att besluta om krigsplacering samt att skicka krigsplaceringsorder till individer. Efter avslutad grundutbildning med värnplikt eller civilplikt, alternativt efter inskrivningsbeslut baserat på en persons kompetens, får individen en krigsplacering. Det innebär att personen måste tjänstgöra om det skulle bli höjd beredskap i Sverige.
Vidare hanterar Plikt- och prövningsverket mönstring och inskrivning av totalförsvarspliktiga. Nästan alla svenska medborgare som fyller 18 år och är folkbokförda i Sverige måste besvara myndighetens mönstringsunderlag. Baserat på dessa svar avgör Plikt- och prövningsverket vilka som ska kallas till mönstring. Mönstringen innefattar olika tester, undersökningar och intervjuer, och resultaten ligger till grund för beslut om vilka som ska genomföra grundutbildning med värnplikt.
Dessutom ansvarar myndigheten för att kalla in krigsplacerade till repetitionsutbildning för att underhålla och förnya de kunskaper som erhållits under grundutbildningen. Det är Försvarsmakten eller annan bemanningsansvarig organisation som bestämmer vilka förband och befattningar som ska öva, medan Plikt- och prövningsverket skickar ut kallelserna och hanterar eventuella uppskovsansökningar.